# Triclistus crassus
Triclistus crassus är en stekelart som beskrevs av Henry Keith Townes, Jr. 1959. Triclistus crassus ingår i släktet Triclistus och familjen brokparasitsteklar. Inga underarter finns listade i Catalogue of Life.